# Миллар, Майлз
Майлз Миллар (англ. Miles Millar) (род. 1967) — британский сценарист и продюсер. Миллар наиболее известен как сосоздатель и автор сценария долгоидущего телесериала-приквела Супермена «Тайны Смолвиля» вместе со своим партнёром по сценарию Альфредом Гофом.

## Биография
Миллар получил образование в Клермонт Фэн Коурт и является выпускником Колледжа Христа в Кембридже, где он был председателем Консервативной ассоциации Кембриджского университета.
Миллар посетил Продюсерскую программу Питера Старка в Университете Южной Калифорнии, где он объединился со своим писательским партнером Элом Гофом.
Миллар и Гоф продали свой первый сценарий еще во время учёбы в Университете Южной Калифорнии. «Манго», рассказ о приятелях-полицейских, в котором полицейский, страдающий аллергией на животных, был в паре с орангутангом, продан New Line Cinema за 400 000 долларов. Фильм так и не был снят, но принес этой паре ценную огласку.